# Ангара (Крим)
Ангар́а, Гангар, Янгар (тюрк. ангар — широка долина, ущелина) — річка в Криму. Ліва притока річки Салгир.

## Опис

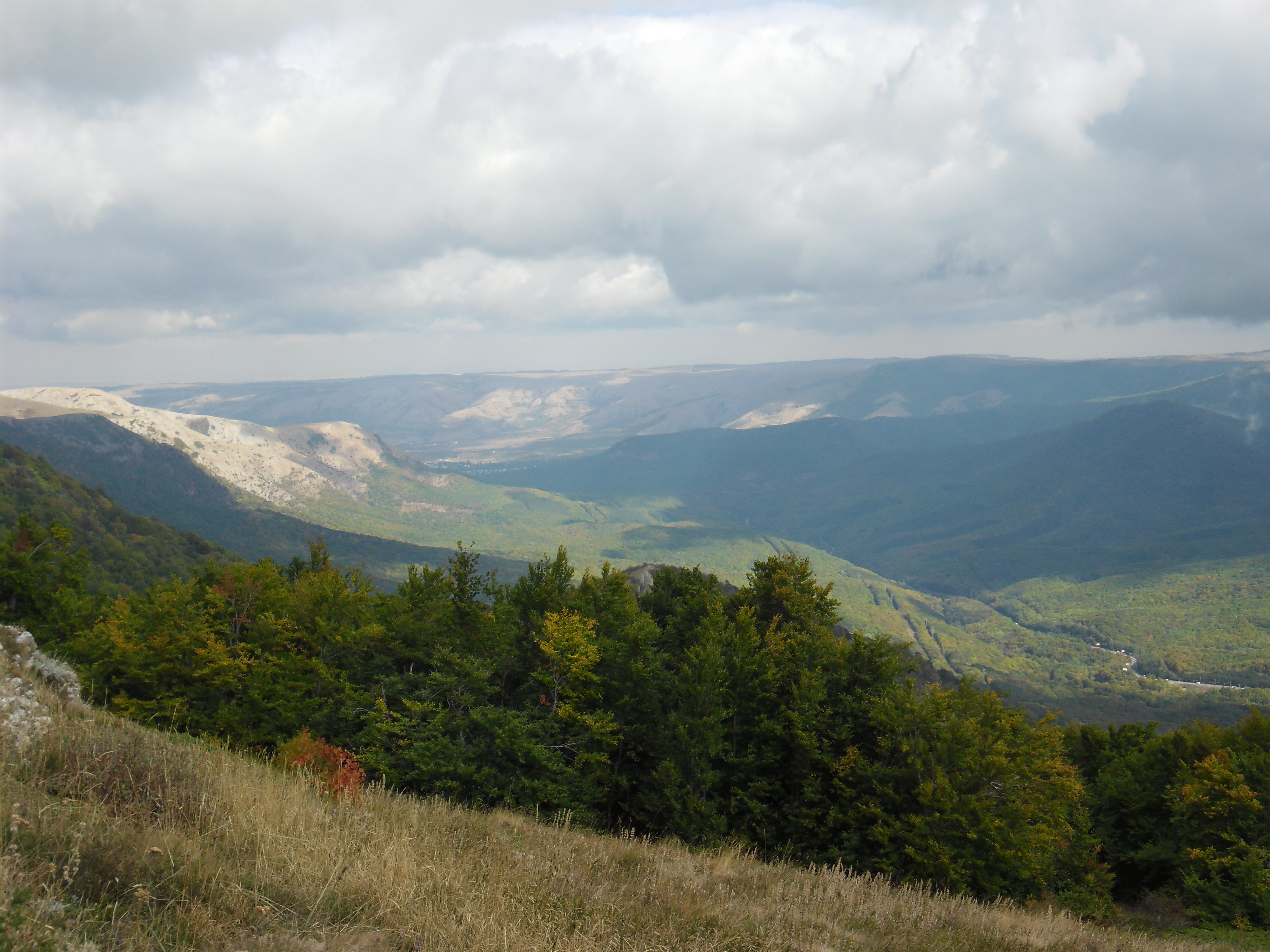
Ангарська ущелина по якій тече річка Ангара.

Завдовжки 16 км, похил — 23 м/км, найкоротша відстань між витоком і гирлом — 9,49 км, коефіцієнт звивистості річки — 1,69 , площа басейну — 68,0 км². Річка формується 2 притоками та декількома безіменними струмками.

## Розташування
Бере початок в широкій лісистій улоговині між масивом Чатир-Даг і Демерджі-яйлою. Тече переважно на північний захід понад горами Юке-Тепе, Бал-Кая та Кізил-Кая. Далі тече через села Привільне та Перевальне і зливається з річкою Кізил-Коба. У цьому місці бере початок річка Салгир.
Населені пункти вздовж берегової смуги: Чайковське (Крим).

## Цікавий факт
- Біля витоку річки існує Ангарський перевал на висоті 752 м над рівнем моря[2].

- На лівій стороні від витоку річки розташована вершина Ангара-Бурун[2].

## Притоки
- Курлюк-Су, Єгерлик-Су (праві).

## Цікаві факти
- Понад річкою проходить євроавтошлях М18E105 (автомобільний шлях міжнародного значення на території України, Харків — Сімферополь — Алушта — Ялта.